# Sepia confusa
Sepia confusa е вид главоного от семейство Sepiidae.

## Разпространение и местообитание
Видът е разпространен в Мадагаскар, Мозамбик и Южна Африка (Източен Кейп и Квазулу-Натал).
Обитава крайбрежията на океани и морета. Среща се на дълбочина от 238,5 до 266 m, при температура на водата около 14,9 °C и соленост 35,4 ‰.